# Guardia Lombardi
Guardia Lombardi – miejscowość i gmina we Włoszech, w regionie Kampania, w prowincji Avellino.
Według danych na 1 stycznia 2022 roku gminę zamieszkiwało 1511 osób (732 mężczyzn i 779 kobiet).